# Zuid-Afrikaanse galago
De Zuid-Afrikaanse galago (Afrikaans: nagapie) of moholi (Galago moholi) is een zoogdier uit de familie van de galago's (Galagidae). De wetenschappelijke naam van de soort werd voor het eerst geldig gepubliceerd door Andrew Smith in 1836.

## Kenmerken
De Zuid-Afrikaanse galago heeft een lichtbruine vacht, ruitvormige, zwarte ringen rondom de ogen, een lange pluimstaart en grote oren. De achterpoten zijn vrij lang. De lichaamslengte bedraagt 15 tot 17 cm, de staartlengte 12 tot 27 cm en het gewicht 150 tot 250 gram.

## Habitat en gewoonten
De galago houdt van de bosveldomgeving en geeft vooral de voorkeur aan mopane en doornveld langs rivieren en beken. Het zijn in groepen levende nachtdieren die vooral in de vroege avond en het laatste deel van de nacht actief zijn. 's Nachts grazen ze alleen en overdag slapen ze in groepjes bij elkaar in een nest. Ze kunnen ver tussen bomen springen bij het zoeken naar voedsel of vluchten. Hun levensduur is ± 10 jaar.
Hun natuurlijke vijanden zijn de luipaard en de Verreaux' oehoe. Een tot twee pups worden geboren in oktober tot november na een draagtijd van vier maanden.
Dit dier kan rechtop soms wel vyf meter ver springen. Om een goede grip aan takken te garanderen sprenkelt het dier regelmatig urine over zijn grijphanden en -voeten. Zijn voedsel bestaat uit insecten, die het met zijn handen uit de lucht grijpt. Ook voedt het zich met gom, die het met zijn kamachtige ondervoortanden van de bomen schraapt.

## Verspreiding
Deze soort komt voor in de tropische, halfopen droge gebieden in bossavanne en meer ontwikkeld bos langs waterlopen van Midden- en Zuidoost-Afrika, met name in Angola, Zambia, Zimbabwe, noordelijk Botswana, Malawi, Kwazulu-Natal en noordelijk Namibië tot het Victoriameer.
De Zuid-Afrikaanse galago is binnen zijn verspreidingsgebied een algemeen voorkomend dier, vooral in zijn voorkeurshabitat, bos en struikgewas van de soetdoring (Acacia karroo). Er is geen aanleiding te veronderstellen dat de soort in aantal achteruit gaat. Om deze redenen staat de Zuid-Afrikaanse galago als niet bedreigd op de Rode Lijst van de IUCN.